# 山口真季
山口 真季（やまぐち まき、1999年3月13日 - ）は、日本の女子バレーボール選手である。

## 来歴
神奈川県横浜市出身。誘われたのをきっかけに小学3年生からバレーボールを始める。
大和南高等学校、国士舘大学を経て、2020/21シーズン、V.LEAGUE DIVISION2 WOMEN（V2女子）に所属するルートインホテルズ Brilliant Ariesの内定選手となった。内定選手としてV2女子の試合に出場した。
2021年、大学卒業後に、ルートインホテルズ Brilliant Ariesに入団した。
2022年、V1女子に所属するKUROBEアクアフェアリーズに移籍した。2022/23シーズンにV1女子の試合に出場し、V1デビューを果たした。
2025年、日本代表登録メンバーに初選出された。

## 球歴
- 日本代表（2025年）

## 所属チーム
- 大和南高等学校（2014-2017年）
- 国士舘大学（2017-2021年）
- ルートインホテルズ Brilliant Aries（2021-2022年）
- KUROBEアクアフェアリーズ/KUROBEアクアフェアリーズ富山（2022年-）